# David Bergen
Pour les articles homonymes, voir Bergen.
David Bergen est un écrivain canadien né à Port Edward en Colombie-Britannique le 14 janvier 1957.

## Biographie
Bergen a grandi à Niverville, au Manitoba et réside actuellement à Winnipeg. Mennonite, il reçoit une éducation très religieuse, mais se fait critique des dogmes d'abord dans des nouvelles parues dans les années 1990, puis dans ses romans, dont le premier Une année dans la vie de Johnny Fehr (A Year of Lesser) est publié en 1996.
Son roman le plus connu, Un passé envahi d'ombres (The Time in Between), paru en 2005, remporte la même année le prix Giller.

## Œuvre

### Romans
- A Year of Lesser (1996) Publié en français sous le titre Une année dans la vie de Johnny Fehr, traduit par Pierre Bondil, Paris, Albin Michel, coll. « Terres d’Amérique », 2000, 269 p.  (ISBN 2-226-11682-6)
- See the Child (1999) Publié en français sous le titre Juste avant l'aube, traduit par Pierre Bondil, Paris, Albin Michel, coll. « Terres d’Amérique », 2002, 308 p.  (ISBN 2-226-13139-6)
- The Case of Lena S. (2002)
- The Time in Between (2005) - Prix Giller Publié en français sous le titre Un passé envahi d'ombres, traduit par Pierre Bondil, Paris, Albin Michel, coll. « Terres d’Amérique », 2007, 271 p.  (ISBN 978-2-226-17695-0)[1]Inspiré d'une rencontre avec des Vietnamiens qui lui ont raconté l'histoire d'un vétéran qui revient au Vietnam 30 ans après la guerre[2].
- The Retreat (2008) Publié en français sous le titre Loin du monde, traduit par Hélène Fournier, Paris, Albin Michel, coll. « Terres d’Amérique », 2010, 275 p.  (ISBN 978-2-226-20830-9)[3],[4]
- The Matter With Morris (2010) Publié en français sous le titre La Mécanique du bonheur, traduit par Hélène Fournier, Paris, Albin Michel, coll. « Terres d’Amérique », 2013, 282 p.  (ISBN 978-2-226-25195-4)
- The Age of Hope (2012)
- Leaving Tomorrow (2014)
- Stranger (2016)

### Recueil de nouvelles
- Sitting Opposite my Brother (1993)